# Tierras de Mulga
Las Tierras de Mulga son una biorregión australiana provisional en el este de Australia que consiste en llanuras arenosas secas con árboles de mulga dispersos.

## Ubicación y descripción
Está situada en el interior de Nueva Gales del Sur y Queensland. Son llanuras con algunas colinas bajas y suelo arenoso infértil con una cubierta de hierbas y arbustos con árboles de mulga y eucaliptos. 
La región contiene áreas de humedales, la mayoría de ellas sólo inundadas estacionalmente, entre ellas el lago Wyara y el lago Numalla, los lagos Currawinya, el lago Bindegolly y otros en los ríos Warrego y Paroo, el último de los cuales permanece relativamente intacto y en su estado natural.
La zona tiene un clima muy seco, con impredecible baja precipitación (450mm-650mm por año). Las llanuras drenan en tres direcciones: la parte oriental por los arroyos Wallam, Nebine y Mungallala (afluentes del río Culgoa) y los ríos Warrego y Paroo en la cuenca Murray-Darling; el sudoeste por el río Bulloo en humedales cerca del desierto de Simpson; y por último el lado norte por el río Barcoo hacia el lago Eyre. La Gran Cuenca Artesiana se encuentra a un nivel más bajo que estas llanuras y las áreas más ricas en vida silvestre se encuentran alrededor de los manantiales que provienen de la cuenca.
Las tierra de mulga están escasamente pobladas y se utilizan principalmente para pastorear ovejas y ganado.

## Ecología
Las Tierras de Mulga se caracterizan por su vida vegetal y suelos pobres y como tales son distintas de las ecorregiones vecinas, el Cinturón del Brigalow al este y la Meseta de Barkly al norte, las cuales tienen mejor suelo y una vida vegetal más rica. Al sur y este, sin embargo, las Tierras de Mulga se funden en el desierto de Simpson.

### Flora
Los árboles de mulga son un tipo de acacia que se han adaptado para recoger eficientemente las escasas precipitaciones, son el hábitat distintivo de esta ecorregión mientras que la cubierta de la tierra consiste en arbustos y hierbas. Sin embargo, las Tierras de Mulga no son uniformes y existen microclimas y zonas con otros tipos de hábitat, especialmente áreas de bosques de eucalipto en las partes mejor irrigadas que tienen más vida silvestre que las propias llanuras de acacia. Los árboles de eucalipto que se encuentran aquí incluyen el boj álamo, el eucalipto coolabah, y el eucalipto corteza de hierro de hojas plateadas. Al este del río Warrego en Queensland, las Tierras de Mulga se funden en un brezal de dunas de arena. En las Tierras de Mulga, la vida de las plantas florece rápidamente después de que la lluvia y los hábitats reviven y cambian.

### Fauna
El parque nacional Currawinya es parte del proyecto para recuperar la población australiana del bilby, que está protegido en el parque de los dingos y gatos. Esta parte de Australia está generalmente seca y cuando se inundan los lagos Wyara y Numalla son hábitats importantes para las aves, siendo el asentamiento de 250.000 aves de 40 especies que incluyen el abejaruco australiano, el pato cuchara australiano, el pato pecoso, el pato de almizcle, el cisne negro, la gaviota de plata, el pelícano australiano, la garza blanca, y el morito común.

### Amenazas y preservación

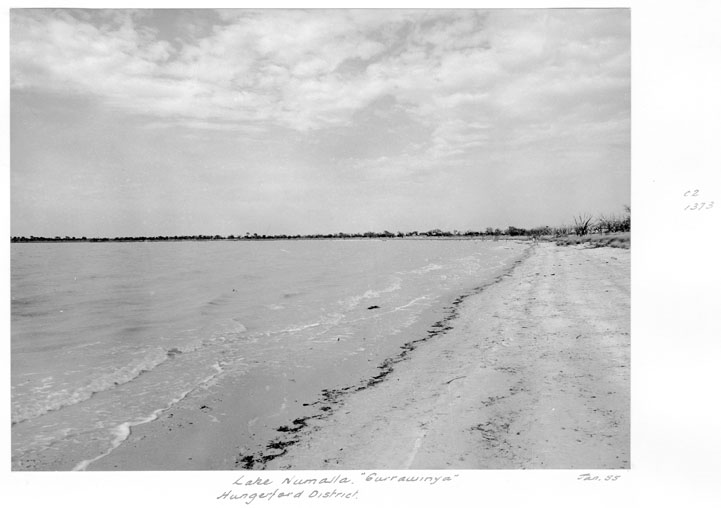
Lago Numalla, distrito Currawinya Hungerford, enero de 1955.

El 80% de la cubierta original de las plantas está intacta, especialmente en el interior más seco del oeste, ya que algunas áreas de bosques de eucalipto han sido taladas en el lado oriental de la zona, y no hay hábitat en peligro en las Tierras de Mulga. Sin embargo, la mayor parte de la zona se utiliza para el pastoreo de ovejas y ganado, por lo que siempre existe el peligro del sobrepastoreo, mientras que las hojas del mulga se utilizan como forraje para el ganado y otros árboles se eliminan para crear más pastizales y para permitir el acceso a las fuentes de agua. 
Hay algunas áreas del parque nacional, la mayor de las cuales es Currawinya, cuyos humedales son especialmente importantes como hábitats de aves, el Parque nacional Garganta Hoyo del Infierno, el lago Bindegolly, El Parque nacional Mariala, el Thrushton, parte del Welford, Idalia y el parque nacional Culgoa Floodplain.